# Тау Девы
Тау Девы (лат. τ Virginis), 93 Девы (лат. 93 Virginis) — кратная звезда в созвездии Девы на расстоянии приблизительно 227 световых лет (около 69,5 парсек) от Солнца. Возраст звезды определён как около 722 млн лет.

## Характеристики
Первый компонент (HD 122408) — белая звезда спектрального класса A2IV, или A2IV-V, или A2, или A3V. Визуальная звёздная величина звезды — +4,25m. Масса — около 2,56 солнечной, светимость — около 83,618 солнечной. Эффективная температура — около 8248 K.
Второй компонент (WDS J14016+0133B). Визуальная звёздная величина звезды — +9,41m. Удалён на 82,4 угловой секунды.
Третий компонент (WDS J14016+0133C). Визуальная звёздная величина звезды — +13,1m. Удалён от первого компонента на 177,1 угловой секунды, от второго компонента на 157,6 угловой секунды.
Четвёртый компонент (WDS J14016+0133D). Визуальная звёздная величина звезды — +9,68m. Удалён на 342,8 угловой секунды.
Пятый компонент (WDS J14016+0133E). Визуальная звёздная величина звезды — +12m. Удалён на 12,5 угловой секунды.